# Kaarlo Kangasniemi
Kaarlo Kangasniemi (Kullaa, Finska, 4. veljače 1941.) je bivši finski dizač utega. Višestruki je svjetski i europski prvak dok je na Olimpijadi 1968. u Mexico Cityju osvojio je zlato u težinskoj kategoriji do 90 kg. Također, 1970. je osvojio Veliku nagradu Sovjetskog Saveza ukupno podignuvši 520 kg.
Dizač je tijekom karijere koristio doping kako bi poboljšao vlastite rezultate dok je na Olimpijadi primjenjivao anaboličke steroide koji tada nisu bili zabranjeni.
1998. godine Kangasniemija je Međunarodni savez dizača utega uvrstio u svoju Kuću slavnih.

## Olimpijske igre

### OI 1968.
| RANG | Natjecatelj        | Težinska kategorija | Ukupno podignuto kg |
| ---- | ------------------ | ------------------- | ------------------- |
|      | Kaarlo Kangasniemi | 82,5 - 90           | 517,5               |
|      | Jaan Talts         | 82,5 - 90           | 507,5               |
|      | Marek Gołąb        | 82,5 - 90           | 495                 |

## Vanjske poveznice
- Kangasniemi, Kaarlo (1941 - ) (maksullinen artikkeli)
- Kangasniemi nostaa kultaa Meksikossa  Arhivirana inačica izvorne stranice od 5. kolovoza 2013. (Wayback Machine)